# Le rane (Ficarra e Picone)
Le rane è uno spettacolo teatrale interpretato dal duo comico Ficarra & Picone, messo in scena nella stagione 2017/2018 al Teatro greco di Siracusa. Lo spettacolo è una versione moderna della commedia Le rane di Aristofane.

## In TV
L'edizione televisiva in onda su Rai 1 il 1º settembre 2018 riprende la messinscena teatrale. La regia televisiva è di Duccio Forzano.